# San Martín de la Virgen de Moncayo
San Martín de la Virgen de Moncayo (kurz San Martín) ein nordspanischer Ort und eine Gemeinde (municipio) mit 274 Einwohnern (Stand: 2024) im Nordwesten der Provinz Saragossa im Westen der Autonomen Region Aragonien. Der Ort gehört zur bevölkerungsschwachen Serranía Celtibérica.

## Lage und Klima
Der Ort San Martín de la Virgen de Moncayo liegt am Nordrand der ca. 2315 m hohen Sierra de Moncayo etwa 91 km (Fahrtstrecke) nordwestlich der Provinzhauptstadt Saragossa nahe der Grenze zur Provinz Soria in einer Höhe von ca. 820 m; die sehenswerte Stadt Tarazona befindet sich gut zwölf Kilometer nordöstlich. Das Klima ist gemäßigt bis warm; Regen (ca. 535 mm/Jahr) fällt übers Jahr verteilt.

## Bevölkerungsentwicklung
| Jahr      | 1857 | 1900 | 1950 | 2000 | 2017 |
| Einwohner | 378  | 384  | 418  | 305  | 287  |

Trotz der Mechanisierung der Landwirtschaft, der Aufgabe bäuerlicher Kleinbetriebe und des damit verbundene Verlusts von Arbeitsplätzen ist die Einwohnerzahl der Gemeinde in der zweiten Hälfte des 20. Jahrhunderts im Wesentlichen konstant geblieben.

## Wirtschaft
Jahrhundertelang lebten die Bewohner des Ortes direkt oder indirekt als Selbstversorger von der Landwirtschaft, zu der auch die Viehhaltung gehörte. Heute spielen Obstbaumplantagen eine wesentliche Rolle im Wirtschaftsleben des Ortes; außerdem werden Ferienwohnungen (casas rurales) vermietet und es gibt ein Lungensanatorium.

## Geschichte
Keltische, römische und westgotische Siedlungsspuren wurden bislang nicht entdeckt. Im 8. Jahrhundert drangen arabisch-maurische Heere bis ins obere Ebro-Tal vor. Um das Jahr 1120 wurde die Gegend von Alfons I. von Aragón zurückerobert (reconquista). Später war sie zwischen den Königreichen Aragón und Kastilien umstritten (Guerra de los Dos Pedros); dieser Zustand endete erst mit der Eheschließung der Katholischen Könige Isabella I. von Kastilien und Ferdinand II. von Aragón im Jahr 1469.

## Sehenswürdigkeiten
- Die einschiffige, aber mit Seitenkapellen versehene neoromanische Pfarrkirche San Martín de Tours entstand seit den 1930er Jahren und wurde erst 1954 vollendet.
- Das Centro de Interpretación de Agramonte gibt Auskünfte zu Wanderwegen etc. im Parque Natural del Moncayo.